# Я вернувся домів. Концерт пам'яті Сергія Кузьмінського
«Я вернувся домів. Концерт пам'яті Сергія Кузьмінського» — триб'ют-альбом українських музикантів до творчості гурту «Брати Гадюкіни».

## Композиції
1. Бумбокс / Звьоздочка моя — 03:27
2. Воплі Відоплясова / Чуваки, всьо чотко! — 04:10
3. Гайдамаки / Гей Іване — 03:17
4. Димна Суміш / 117 стаття — 04:31
5. Кому Вниз / Ми — хлопці з Бандерштадту — 03:53
6. Mad Heads XL / Америка — 04:48
7. Мандри / Аріведерчі Рома — 03:30
8. Океан Ельзи / Приїдь до мене у Мостиська — 04:50
9. Перкалаба / Було не любити — 04:05
10. Піккардійська Терція / Емігрант сонг — 03:11
11. Тарас Чубай / Дівчина з Коломиї — 04:19
12. Танок на майдані Конґо / Файне місто Тернопіль — 03:50
13. ТіК / Міську вважай — 02:53
14. The ВЙО / Місячне сяйво твого тіла — 03:55
15. ФлайzZzа / Роксоляна — 03:34
16. Брати Карамазови / Сорок пачок верховини
17. Ляпис Трубецкой / Наркомани на городі — 02:35

## Технічні дані
- Концепція та ілюстрація — Олексій Сай
- Дизайн — Олексій Сай

## Інформація
Компіляцію підготовлено спеціально для концерту пам'яті Сергія Кузьмінського «Я вернувся домів».